# Ladislao II l'Esiliato
Ladislao II l'Esiliato (in polacco Władysław II Wygnaniec; 1105 – 30 maggio 1159) fu gran duca di Polonia fra il 1138 e il 1146 e il primo dei duchi di Slesia.

## Biografia
Era il figlio primogenito di Boleslao III e di Zbyslava, sorella di Svjatopolk II di Kiev. Fu il primo ad essere definito "anziano" nel sistema usato per determinare la successione al trono di Polonia dopo il regno di Boleslao III.
Nel 1125 Ladislao sposò Agnese di Babenberg, figlia di Leopoldo III di Babenberg e il cui nonno era Enrico IV di Franconia. Essi ebbero quattro figli maschi, Boleslao I l'Alto, Miecislao Plątonogi, Corrado Laskonogi e Albert (ultimogenito e morto giovane); ed due figlie femmine, primogenita Agnese, che sposò Bonifacio d'Agliano o Lanza a Loreto; Richenza di Polonia, che sposò (tra gli altri) Alfonso VII, re di Castiglia e León.
Nel 1138, alla morte del padre, Ladislao II ricevette un proprio ducato da amministrare, oltre al titolo di granduca di Polonia che gli conferiva la superiorità nei confronti dei ducati dei fratelli minori e che implicava il possesso di una vasta area che attraversava la Polonia, il Ducato di Cracovia. Nel 1144 alla morte della matrigna, Salome di Berg, Ladislao II ottenne anche i territori di Łęczyca, che dovevano essere inglobati nella regione di Cracovia. Inoltre nel 1146 dovette cedere le terre di Sandomierz al fratello minore Enrico (Henryk), che aveva appena raggiunto la maggiore età, come stabilito dal testamento del padre.

### I conflitti con la matrigna e i fratelli
Nel 1141 Salome di Berg cominciò a suddividere la sua provincia di Łęczyca tra i fratellastri e ad organizzare il matrimonio della sua figlia minore, Agnese, con uno dei figli del gran principe Vsevolod II di Kiev; il tutto senza l'autorizzazione del figliastro. Ladislao Parlò allora personalmente con il gran principe e organizzò il matrimonio tra suo figlio e una delle figlie di Vsevolod.
Nel 1144, subito dopo la morte di Salome, i fratellastri organizzarono un colpo di Stato, aiutati dal voivoda Piotr Włostowic (personaggio molto celebre all'epoca). Inizialmente le truppe del granduca subirono una pesante sconfitta, ma poi la situazione si rovesciò con l'arrivo dell'esercito del gran principe di Kiev (che in cambio ottenne il castello di Wizna). All'inizio del 1146 Ladislao decise di far catturare Piotr Włostowic, per poi esiliarlo. Questo fatto portò molti nobili dalla parte dei fratelli minori del sovrano, compreso il Gran Principe di Kiev, dal quale Włostowic aveva cercato asilo. Il granduca perse l'appoggio di molti suoi sostenitori e la sua sconfitta fu inevitabile, tanto che dovette fuggire dalla Polonia per rifugiarsi in Boemia. Il titolo di granduca passò a Boleslao IV.

### Tentativi di ritorno
In Germania Ladislao II cercò il sostegno del re Corrado III. Nel 1146 venne avviata una prima campagna, annullata però a causa delle esondazioni dell'Oder. L'anno successivo Corrado III partì per la Seconda Crociata con Luigi VII di Francia. Ladislao e la moglie provarono a chiedere allora il sostegno del papa Eugenio III, senza successo. Nel 1152 successe a Corrado III suo nipote Federico il Barbarossa, che avviò nel 1157 una campagna contro Boleslao IV, ma non riportò Ladislao II al trono, bensì si fece giurare la fedeltà del granduca polacco e impose la restituzione del Ducato di Slesia ai figli di Ladislao.

## Ascendenza
|                            |                    |                          | Genitori                |  |  | Nonni |  |  | Bisnonni              |  |  | Trisnonni               |  |
|                            |                    |                          |                         |  |  |       |  |  | Casimiro I di Polonia |  |  | Miecislao II di Polonia |  |
|                            |                    |                          |                         |  |  |       |  |  | Casimiro I di Polonia |  |  | Miecislao II di Polonia |  |
|                            |                    | Richeza di Lotaringia    |                         |  |  |       |  |  | Casimiro I di Polonia |  |  |                         |  |
| Ladislao Herman di Polonia |                    |                          |                         |  |  |       |  |  | Casimiro I di Polonia |  |  |                         |  |
|                            |                    | Maria Dobroniega di Kiev | Vladimir I di Kiev      |  |  |       |  |  |                       |  |  |                         |  |
|                            |                    | Maria Dobroniega di Kiev | Vladimir I di Kiev      |  |  |       |  |  |                       |  |  |                         |  |
|                            |                    | Maria Dobroniega di Kiev | …                       |  |  |       |  |  |                       |  |  |                         |  |
| Boleslao III di Polonia    |                    | Maria Dobroniega di Kiev |                         |  |  |       |  |  |                       |  |  |                         |  |
|                            |                    | Vratislao II di Boemia   | Bretislao I di Boemia   |  |  |       |  |  |                       |  |  |                         |  |
|                            |                    | Vratislao II di Boemia   | Bretislao I di Boemia   |  |  |       |  |  |                       |  |  |                         |  |
|                            |                    | Vratislao II di Boemia   | Giuditta di Schweinfurt |  |  |       |  |  |                       |  |  |                         |  |
| Giuditta di Boemia         |                    | Vratislao II di Boemia   |                         |  |  |       |  |  |                       |  |  |                         |  |
|                            |                    | Adelaide d'Ungheria      | Andrea I d'Ungheria     |  |  |       |  |  |                       |  |  |                         |  |
|                            |                    | Adelaide d'Ungheria      | Andrea I d'Ungheria     |  |  |       |  |  |                       |  |  |                         |  |
|                            |                    | Adelaide d'Ungheria      | Anastasia di Kiev       |  |  |       |  |  |                       |  |  |                         |  |
| Ladislao II di Polonia     |                    | Adelaide d'Ungheria      |                         |  |  |       |  |  |                       |  |  |                         |  |
|                            | Izjaslav I di Kiev | Jaroslav I di Kiev       |                         |  |  |       |  |  |                       |  |  |                         |  |
|                            | Izjaslav I di Kiev | Jaroslav I di Kiev       |                         |  |  |       |  |  |                       |  |  |                         |  |
|                            | Izjaslav I di Kiev | Ingegerd Olofsdotter     |                         |  |  |       |  |  |                       |  |  |                         |  |
| Svjatopolk II di Kiev      | Izjaslav I di Kiev |                          |                         |  |  |       |  |  |                       |  |  |                         |  |
|                            |                    | Gertrude di Polonia      | Miecislao II di Polonia |  |  |       |  |  |                       |  |  |                         |  |
|                            |                    | Gertrude di Polonia      | Miecislao II di Polonia |  |  |       |  |  |                       |  |  |                         |  |
|                            |                    | Gertrude di Polonia      | Richeza di Lotaringia   |  |  |       |  |  |                       |  |  |                         |  |
| Zbyslava di Kiev           |                    | Gertrude di Polonia      |                         |  |  |       |  |  |                       |  |  |                         |  |
|                            |                    | …                        | …                       |  |  |       |  |  |                       |  |  |                         |  |
|                            |                    | …                        | …                       |  |  |       |  |  |                       |  |  |                         |  |
|                            |                    | …                        | …                       |  |  |       |  |  |                       |  |  |                         |  |
| …                          |                    | …                        |                         |  |  |       |  |  |                       |  |  |                         |  |
|                            |                    | …                        | …                       |  |  |       |  |  |                       |  |  |                         |  |
|                            |                    | …                        | …                       |  |  |       |  |  |                       |  |  |                         |  |
|                            |                    | …                        | …                       |  |  |       |  |  |                       |  |  |                         |  |
|                            |                    | …                        |                         |  |  |       |  |  |                       |  |  |                         |  |